# Jerzy Żenkiewicz
Jerzy Żenkiewicz (ur. 9 lipca 1950 w Toruniu) – elektronik, informatyk, pionier polskiego Internetu, publicysta, pracownik Uniwersytetu Mikołaja Kopernika (UMK).

## Życiorys
Pochodzi z kresowej rodziny mieszkającej od XV wieku na Żmudzi. Jego przodkiem był m.in. inżynier Józef Żenkiewicz, generał major dróg komunikacji, budowniczy kolei transsyberyjskiej. W 1968 ukończył Liceum Ogólnokształcące w Żninie. W 1972 ukończył studia na Wydziale Elektroniki Politechniki Gdańskiej oraz w 2001 podyplomowe studia z zakresu zarządzania i MBA w Wyższej Szkole Przedsiębiorczości i Zarządzania im. Leona Koźmińskiego w Warszawie.
W latach 1972–1977 pracował i prowadził badania geofizyczne w Geofizyce Toruń. Dokonał m.in. w 1976 unikalnych pomiarów satelitarnych w rejonie Szczecina i Gdyni-Oksywia, określających po raz pierwszy w Polsce wartości przesunięcia pomiędzy odwzorowaniem NWL-8D a odwzorowaniem Merkatora. W 1976 brał udział w międzynarodowej wyprawie i badaniach sejsmicznych na Spitsbergenie. Od 1977 do 2018 pracował na Uniwersytecie Mikołaja Kopernika w Toruniu. Był organizatorem uczelnianych jednostek informatycznych w UMK Toruń (Ogólnouczelniany Ośrodek Obliczeniowy, Uniwersyteckie Centrum Technologii Sieciowych, Uczelniane Centrum Informatyczne). Pełnił funkcje ich dyrektora, bądź zastępcy dyrektora.
Odbył kilkadziesiąt specjalistycznych, krajowych i zagranicznych staży i szkoleń z zakresu nawigacji satelitarnej, systemów komputerowych i infrastruktury sieciowej (m.in.: Anglia, Francja, Holandia, Irlandia, Kanada, Niemcy, Norwegia, Włochy, USA). W latach 1990 współorganizator budowy polskiego Internetu i organizator pierwszych wdrożeń infrastruktury sieciowej Internetu w Toruniu, Bydgoszczy, Olsztynie i Włocławku.
W 1992-1997 był koordynatorem organizacyjnym programu baz danych X.500 Directory w Polsce. W 2000-2002 był współautorem opracowania ogólnopolskiego programu rozwoju infrastruktury informatycznej PIONIER dla środowiska akademicko-naukowego. W 2001-2002, jako jeden z dwóch przedstawicieli Polski, uczestniczył w pracach sieciowej grupy roboczej „Trust and Confidence Working Party” komitetu ISTC Komisji Europejskiej w Brukseli. Od 2003 członek Rady Naukowej Wojewódzkiej Biblioteki Publicznej – Książnicy Kopernikańskiej w Toruniu.
Był autorem koncepcji budowy światłowodowej miejskiej sieci komputerowej TORMAN w Toruniu, w latach 2004–2018 był koordynatorem jej utrzymania. W 2005-2018 członek ogólnopolskiej Rady Konsorcjum sieci PIONIER. Od 2009 do 2018 był koordynatorem merytorycznym projektów informatycznych PLATON, MAN-HA i NewMAN w środowisku akademicko-naukowym regionu toruńskiego. W 2022 uhonorowany medalem Politechniki Gdańskiej za osiągnięcia w dziedzinie rozwoju polskiej infrastruktury informatycznej i Internetu oraz za prace badawcze w zakresie Kresów Wschodnich.
Odznaczony Brązowym i Złotym Krzyżem Zasługi.
Żonaty (żona Irena, ekonomistka), ma dwóch synów (Marek – ekonomista, Maciej – prawnik).

## Publikacje
Ogłosił kilkadziesiąt publikacji z zakresu nawigacji, telekomunikacji, infrastruktury informatycznej i aplikacji sieciowych. Badacz problematyki Kresów Wschodnich, ze szczególnym uwzględnieniem Żmudzi. Jest autorem 5 książek o tematyce kresowo-genealogicznej:
- Opis niektórych majątków na Litwie Kowieńskiej – 1998,
- Ziemiaństwo polskie w Republice Litewskiej w okresie międzywojennym – 1998, wydanie drugie 2001,
- Litwa na przestrzeni wieków i jej powiązania z Polską – 2001,
- Dwór polski i jego otoczenie. Kresy Północno-Wschodnie – 2008,
- Rodzinne drogi – 2017.